# Џезва
Џезва (тур. Cezve) специјализована је кухињска посуда (мали лонац) са дугом дршком намењена превасходно за кување кафе.
Обично је направљена од бакра, али може бити направљена и од: гвожђа (емајлирана), челика или ватросталног стакла. Дршка може бити од истог материјала од којег је направљена и посуда, али може бити и од дрвета, бакелита или ватросталне пластичне масе.
Поред кафе у џезви се може кувати, чај, компот или какао (топла чоколада).